# Felipe Joffily
Felipe Joffily (Rio de Janeiro, 1976) é um cineasta e produtor brasileiro. Seus principais filmes são E Aí... Comeu? e a franquia Muita Calma Nessa Hora, todos com Bruno Mazzeo.

## Biografia
Joffily iniciou os estudos na área cinematográfica na faculdade de Comunicação na PUC-Rio, e depois de um bom tempo foi para os Estados Unidos, onde continuou os estudos na New York University School of Film, Video and Broadcasting. Ainda em Nova York, produziu e dirigiu alguns curtas-metragens, dentre eles You Know What I’m Talking About e Next Stop.
Estreou na direção em 2004, quando lançou Ódiquê?, que venceu os prêmios de melhor direção e melhor filme no Festival Internacional de Nova York. Em 2010, dirigiu a comédia Muita Calma Nessa Hora, filme visto por mais de 1,5 milhão de pessoas. No ano seguinte, seu curta-metragem, Sobre o Menino do Rio foi selecionado para o Festival de Cannes 2011. Em junho de 2012, foi lançado o longa-metragem mais bem-sucedido de sua carreira como diretor, o filme E Aí... Comeu? que teve mais de 2,5 milhões de espectadores.
Atualmente, Felipe Joffily está envolvido na produção de Muita Calma Nessa Hora 2, com Bruno Mazzeo, Marcelo Adnet, entre outros. O longa está com a previsão de lançamento marcada para abril de 2014.
Felipe também dirige o programa Tá no Ar: a TV na TV.
É primo do cineasta José Joffily.

## Filmografia
- 2004 - Odiquê
- 2010 - Muita Calma Nessa Hora
- 2012 - E Aí... Comeu?
- 2014 - Muita Calma Nessa Hora 2
- 2014 - Os Caras de Pau em O Misterioso Roubo do Anel
- 2018 - Pulo do Gato
- 2022 - Minha Família Perfeita